# 潮洛濛
潮洛濛（1922年—2010年），又名丁贵善，男，蒙古族，绥远特别区土默特旗（今内蒙古自治区土默特左旗）人，中华人民共和国政治人物，曾任内蒙古自治区人民代表大会常务委员会副主任。

## 生平
1940年1月参加革命工作。1945年6月加入中国共产党。1983年4月任内蒙古自治区人大常委会副主任、党组成员.